# Les Loges-en-Josas
Les Loges-en-Josas település Franciaországban, Yvelines megyében. Lakosainak száma 1655 fő (2022. január 1.). Les Loges-en-Josas Buc, Jouy-en-Josas és Toussus-le-Noble községekkel határos.

## Népesség
A település népességének változása:
| Lakosok száma | 1527 | 1486 | 1625 | 1564 | 1596 | 1629 | 1661 | 1646 | 1655 |
|               | 2013 | 2015 | 2016 | 2017 | 2018 | 2019 | 2020 | 2021 | 2022 |